# Ижак, Имре
Имре Дьюла Ижак (венг. Izsák Imre Gyula, 25 февраля 1929, Залаэгерсег, Венгрия — 21 апреля 1965, Париж, Франция) — венгерский математик, физик, астроном, специалист по небесной механике.

## Биография
Его отец, Дьюла Ижак, преподавал географию и биологию в Залаегерсеге. Его мать, Аранка Палфи, была учителем математики и физики.

### Образование
Ижак получил базовое образование в Залаегерсезе. После ранней смерти матери, он продолжил обучение в Нижнем реальном училище в городе Кесег, где он был под влиянием учителя географии и науки Жиларда Зеринвари (Szilárd Zerinváry), который позже стал известным своими трудами по астрономии.
Благодаря своим выдающимся математическим способностям, Ижак был направлен на обучение в кадетское Военное инженерное училище Артура Гьоргея в Эстергом. Ближе к концу Второй мировой войны, весь его класс военных курсантов был доставлен в Германии, где он стал военнопленным. Осенью 1945 года, после возвращения в родной город из лагеря военнопленный, поступил в 6-м классе Средней школы Ференца Деака (ныне Средняя школа Миклоша Зрини). В следующем году одновременно завершил 7-й и 8-й класс с выдающимися результатами и занял 1-е и 2-е место в национальных соревнованиях по математике.
Получил степень бакалавра в области математики и физики в Университете искусств и наук Лоранда Этвеша в Будапешт. Находясь там, он жил Колледже Этвеша, жилом колледже для элитных студентов университета. Во время второго года обучения он опубликовал статью, которая вызвала полемику, поскольку многие не могли поверить, что такая работа по дифференциальной геометрии была написана молодым студентом. Посещая лекции Иштвана Фелдеса, он заинтересовался небесной механикой. Во время обучения, Ижак работал ассистентом в обсерватории, основанной Миклошем Конколи-Теге. Ижак продолжал работать там после того, как он получил диплом летом 1951 года. В обсерватории работал под руководством Ласло Детре и Джулии Балаш.
В 1953 году устроился в обсерваторию Сабадсагеги. Позднее преподавал в Университете искусств и наук в Сегеде.

### Изучение небесной механики
Ижака интересовала прежде всего интересовала небесная механика, в частности, «задача трех тел» и «гравитационная задача N тел». Он изучал легкие выбросы квазаров. После защиты докторской диссертации и не обращая внимания на мысль, что в небесной механике нет нерешенных вопросов, он вернулся к своей любимой теме и начал работать по расчетам траекторий ракет и спутников. Осуществить свои расчеты на практике было возможно только в Советском Союзе или США; международные связи в Венгрии в то время были ограничены редкими конференциями в Советском Союзе. Поэтому в ноябре 1956 во время Венгерской революции, он воспользовался открытостью границ и эмигрировал в Австрию.
Затем отправился в Швейцарию, где директор Цюрихской обсерватории предложил ему должность. Он прибыл в Цюрих 9 января 1957 года. В апреле он стал штатным исследователем в Институте физики Солнца. Кроме своих исследований, он преподавал астронавигацию и измерение времени для студентов. Он начал изучать английский язык и стал частью международного научного сообщества. Его работы по вычислению спутниковых орбит принесли ему приглашение на работу в Цинциннати, штат Огайо. Вскоре он стал одним из самых авторитетных специалистов по данной теме. Он получил новое предложение на должность в Смитсоновской астрофизической обсерватории в Кембридже, штат Массачусетс. Это был основной институт для обработки орбитальных данных спутников в США. Работа, которую он начал в Кембридже в 1959 году привела к его наибольшим успехам. Он имел доступ к компьютерам, которые совершали гораздо более точные вычисления. Темп работы был интенсивным. Он и его коллеги публиковали одну работу за другой, и расширили сферу своей работы на геодезическое применение спутников.
Конечной целью его вычислений было определение точной формы Земли, которая, как уже давно было известно, имела форму близкую к эллипсоиду вращения. Он использовал наблюдения спутниковых орбит для вычисления отклонения от этой формы. Классической проблемой небесной механики является вычисление орбиты луны, учитывая известное распределение массы. Он решил обратную задачу. Он использовал гармоничное приближение в своих расчетах, то есть, подверг перестройке гравитационное поле Земли с монополей, диполей, квадрополей и тому подобное, форме, что может не точно соответствовать форме Земли, но имеет точно такое же гравитационное поле. Ижак вычислил, что форма экватора не является точным кругом, а отклоняется в сторону примерно на 400 м.
1 июня 1961 года Ижак официально опубликовал свои расчеты формы Земли и ее поверхности. Они привели его в центр внимания научной и быстро принесли ему международную известность. Ижак получил приглашение и читал лекции по всему миру. Он продолжал упорно работать, согласившись написать учебник для колледжа о движении спутников во время чтения лекций в Гарвардском университете. Как подтверждение его достижений, Ижака взяли на должность главного научного сотрудника НАСА.

### Семья и смерть
Ижак женился 7 июня 1962 года на Эмили Кемпел Брэйди (Emily Kuempel Brady), преподавательнице английской литературы в Бостонском университете. Он стал гражданином США 24 февраля 1964 года. Осенью того же года у него родился сын Эндрю.
В 1965 году Ижак отправился на конференцию по спутниковой геодезии в Париж, где он умер в своем гостиничном номере от сердечного приступа 21 апреля в возрасте 36 лет. Похоронен 28 апреля в Кембридже, штат Массачусетс.

## Память
- Кратер Ижак на Луне, 23,3 градусов южной широты, 117,1 градуса восточной долготы. (На запад от двойных кратеров Циолковского Ферме на другой стороне Луны).
- Астероид 1546 Ижак. Обнаружен Дьердем Кулином.
- В 2007 году в его честь назван Институт астрофизики Имре Дьюла Ижака (Imre Gyula Izsák Astrophysics Institute) при Университете искусств и наук Лоранда Этвеша в Будапеште.